# Вијамао
Вијамао (порт. Viamão) град је у Бразилу у савезној држави Рио Гранде до Сул. Према процени из 2007. у граду је живело 253.264 становника.

## Становништво
Према процени из 2007. у граду је живело 253.264 становника.
| 1991.   | 2000.   |
| ------- | ------- |
| 169,176 | 227,429 |